# آی‌ان‌اس ویپال (کی۴۶)
آی‌ان‌اس ویپال (کی۴۶) (به انگلیسی: INS Vipul (K46)) یک کشتی است که طول آن ۵۶ متر (۱۸۴ فوت) می‌باشد.